# Arsenal of Democracy
Arsenal of Democracy (tạm dịch: Kho vũ khí của nền dân chủ) là trò chơi máy tính thuộc thể loại wargame đại chiến lược dựa trên nền engine Europa của Hearts of Iron II – Armageddon do hãng BL-Logic phát triển, nguyên là một studio phát triển do người hâm mộ loạt game Hearts of Iron và những thành viên hoạt động trong cộng đồng mod lập nên. Game được hãng Paradox Interactive công bố vào ngày 8 tháng 9 năm 2009 và chính thức phát hành vào ngày 23 tháng 2 năm 2010.
Cũng như các phiên bản trong loạt game đại chiến lược Hearts of Iron, Arsenal of Democracy cho phép người chơi kiểm soát và quản lý gần như bất kỳ quốc gia nào trong chiến tranh thế giới thứ II và đầu thời đại chiến tranh lạnh bao gồm cả các mặt như chính trị, ngoại giao, tình báo, kinh tế, quân sự và công nghệ.

## Cách chơi
Trong phiên bản mới này cho phép người chơi xây dựng lữ đoàn lục quân, phi đội máy bay và hạm đội tàu chiến và kết hợp chúng thành từng quân đoàn và quân đội riêng. Người chơi cũng có khả năng kiểm soát việc bổ nhiệm chỉ huy của các lực lượng dưới lá cờ quốc gia của họ hoặc của các quốc gia bị kiểm soát cũng như kiểm soát việc bổ nhiệm cá nhân các bộ trưởng chính phủ và chỉ huy quân sự ở các vị trí then chốt của Bộ Tham mưu. Người chơi còn có thêm khả năng rộng lớn hơn để kiểm soát người đứng đầu nhà nước và chính phủ, tuy nhiên, tùy chọn này chỉ có sẵn cho nền dân chủ và phải thông qua bầu cử để người chơi lựa chọn người chiến thắng. Ngoài ra, người chơi có thể tổ chức các cuộc đảo chính, tuyên bố chiến tranh, sáp nhập lãnh thổ và thiết lập liên minh. Người chơi cũng có thể làm thay đổi các chính sách xã hội và kinh tế của quốc gia mình bằng cách sử dụng thanh trượt, chẳng hạn như dân chủ với độc tài, thị trường tự do với kinh tế kế hoạch và v.v... Di chuyển thanh trượt sẽ dẫn đến tiền thưởng và các hình phạt khác nhau, cho phép một loạt các lựa chọn và chiến lược. Nghiên cứu công nghệ sẽ do người chơi điều khiển. Tất cả sẽ diễn ra trên quy mô toàn cầu, với người chơi đồng thời xử lý và tương tác với các quốc gia trên toàn thế giới. Trò chơi có thể được tạm dừng tại bất kỳ điểm nào.

## Những thay đổi từ bản gốc
Arsenal of Democracy duy trì cái nhìn tổng quát và cảm nhận của bản gốc, nhưng bổ sung một số thay đổi và cải tiến hơn 1,2 lần bản Armageddon về tính năng. Mục đích và kết quả kết thúc của những thay đổi này khiến game thiếu đi chiều sâu trong phần quản lý, người dùng thân thiện hơn và thông qua việc nâng cao AI sẽ có nhiều thử thách hơn. Những thay đổi được tập trung xung quanh nền kinh tế, sản xuất, chiến đấu, độ chính xác về mặt lịch sử của trò chơi.
Thêm vào đó là còn sửa chữa về mặt đồ họa và giao diện người dùng. Điều này ảnh hưởng đến nhiều hệ thống bao gồm gián điệp, thương mại và các thông báo. Được phép tăng độ phân giải màn hình và một chế độ cửa sổ lựa chọn tự do.
Nhiều thành phần đã được điều chỉnh. Sản xuất và kinh tế giờ cung cấp cho người sử dụng quyền kiểm soát nhiều hơn đáng kể và có kết quả làm cho AI cạnh tranh hơn khi so sánh với bản gốc Hearts of Iron 2 - Armageddon. Yếu tố chiến đấu, bao gồm các thuật toán tiêu hao được làm lại hoàn toàn phản ánh tốt các hoạt động và thiệt hại của đơn vị trông thực tế hơn. AI đã được chỉnh sửa lại để bày ra nhiều thách thức gây khó khăn cho người chơi và thích nghi với các tính năng mới ở bản Arsenal of Democracy.
Những tính năng mới bao gồm một hệ thống tiếp liệu hoàn toàn mới, hậu cần, ý thức hệ quốc gia (tương tự như loạt game Europa Universalis), công nghệ hệ thống mở rộng và thêm bốn kịch bản trận chiến mới. Ngoài ra, còn có nhiều thay đổi nhỏ hơn khá tốt y như các game khác của Paradox Interactive rất dễ sửa đổi (mod) tạo nên sự thân thiện và hứng khởi đối với người chơi cả mới lẫn cũ.

## Phát triển
Arsenal of Democracy lần đầu tiên được công bố vào ngày 8 tháng 9 năm 2009 trên các diễn đàn chính thức của Paradox. Game được hãng Paradox Interactive cấp phép sử dụng engine Europa cho các nhà phát triển độc lập. nó được phát triển dành cho các game thủ lão luyện của thể loại chiến lược.